# 国際交流基金
独立行政法人国際交流基金（こくさいこうりゅうききん、英語: The Japan Foundation）とは、日本の外務省が所管する独立行政法人の一つ。

## 概要
「国際文化交流事業を総合的かつ効率的に行なうことにより、我が国に対する諸外国の理解を深め、国際相互理解を増進し、及び文化その他の分野において世界に貢献し、もって良好な国際環境の整備並びに我が国の調和ある対外関係の維持及び発展に寄与することを目的とする」（独立行政法人国際交流基金法第3条）。運営交付金として年125億円（平成25年度）が外務省から給付されている。
文化芸術交流、海外における日本語教育、日本語国際センターでの外国人向け日本語教師の育成・日本研究・知的交流、調査研究・情報提供を行っており、国内に京都支部を、海外21ヶ国に海外事務所22ヶ所を持つ (2012)。
高円宮憲仁親王が職員として勤務していたことでも知られ、日本の国際文化交流の拠点となっている。

## 沿革
出典
| 都市             | 国             |
| ---------------- | -------------- |
| ヴィエンチャン   | ラオス         |
| クアラルンプール | マレーシア     |
| シドニー         | オーストラリア |
| ジャカルタ       | インドネシア   |
| ソウル           | 韓国           |
| ニューデリー     | インド         |
| ハノイ           | ベトナム       |
| バンコク         | タイ           |
| プノンペン       | カンボジア     |
| 北京             | 中国           |
| マニラ           | フィリピン     |
| ヤンゴン         | ミャンマー     |
| カイロ           | エジプト       |
| ケルン           | ドイツ         |
| パリ             | フランス       |
| ブダペスト       | ハンガリー     |
| マドリード       | スペイン       |
| モスクワ         | ロシア         |
| ローマ           | イタリア       |
| ロンドン         | イギリス       |
| サンパウロ       | ブラジル       |
| トロント         | カナダ         |
| ニューヨーク     | アメリカ合衆国 |
| メキシコシティ   | メキシコ       |
| リマ             | ペルー         |
| ロサンゼルス     | アメリカ合衆国 |

- 1972年（昭和47年） - 特殊法人国際交流基金として設立。財団法人国際文化振興会（KBS、1934年創設）を母体としたため、日本国政府だけでなく、民間の出資も受け入れる半官半民団体という位置づけ。
- 1989年（昭和64年）- 日本語国際センター（埼玉県浦和市北浦和）を設置。
- 1990年（平成2年） - ASEAN文化センターを開設。
- 1991年（平成3年）- 日米センター（Center for Global Partnership）を設置。
- 1995年（平成7年）- ASEAN文化センターをアジアセンターに改組。
- 1997年（平成9年）- 関西国際センター（大阪府泉南郡田尻町）設置。藤井宏昭が理事長に就任。
- 2003年（平成15年） - 特殊法人国際交流基金を廃止し、独立行政法人国際交流基金を設立。小倉和夫が理事長に就任。
- 2004年（平成16年）- 事業部門の大幅な再編成。この際アジアセンターを本部事業に統合。
- 2006年（平成18年）- 日中交流センターを設置。
- 2011年（平成23年）- 安藤裕康が理事長に就任（2017年に再任）。
- 2014年（平成26年）- アジアセンターを設置。旧・アジアセンターとは別の組織。
- 2020年（令和2年）- 梅本和義が理事長に就任[5]。
- 2024年（令和6年）- 黒澤信也が理事長に就任[6]。

## 施設・所在地
- 本部（東京都新宿区四谷一丁目6番4号　四谷クルーセ）[7]
- 日本語国際センター（埼玉県さいたま市浦和区北浦和五丁目6番36号）[8]
- 関西国際センター（大阪府泉南郡田尻町りんくうポート北3番14号）[9]
- 京都支部（京都府京都市左京区粟田口鳥居町2番地の1 京都市国際交流会館3F）[10]

この他、日本国外21カ国22箇所に海外拠点を持つ。拠点名称については18箇所が「○○（都市名）日本文化センター」、パリ・ケルン・ローマは「○○（都市名）文化会館」、ハノイのみ「ベトナム日本文化交流センター」となっている。

## おもな主催イベント
- アラブ映画祭（2005年～ ）
- 日本映画祭
- 東京国際映画祭（第27回、2014年〜 ）
- 日本語能力試験
- 国際交流基金日本語基礎テスト（2019年〜 ）

## 刊行物
- をちこち（遠近）（隔月刊、2004年-2009年）
- をちこちMagazine（月刊ウェブマガジン、2010年- ）
- Japanese Book News（季刊、1993年- ）

## これまでに開催された主な事業
出典
- 1973年 - 国際交流基金賞を創設し、初めて授賞を行う
- 1973年 - 季刊誌『国際交流』を創刊
- 1974年 - 『日本研究基本書目 An Introductory Bibliography for Japanese Studies』を創刊
- 1975年 - 初の日本語教育機関調査を実施。この時の調査で日本語学習者数は約7万8,000人
- 1975年 - 中東で初めてとなる能楽公演に梅若万三郎日本能楽団を派遣
- 1977年 - 文化人類学者クロード・レヴィ＝ストロース（フランス）を招へい
- 1977年 - 大型スポーツ派遣事業としてサッカーチームを東南アジア諸国へ巡回派遣。20万人を動員
- 1978年 - 日本研究を行う研究者に対し特別フェローシップ開始
- 1978年 - 中国との初の政府間交流事業として歌舞伎公演を実施
- 1979年 - 作家マリオ・バルガス・リョサ（ペルー）を招へい
- 1979年 - 手塚治虫らが米国で漫画について講演
- 1980年 - 大野一雄舞踏団がナンシー世界演劇祭に参加。その後、欧州を巡回公演
- 1980年 - 日本映画世界巡回シリーズを、監督別特集シリーズ「小津安二郎特集」で開始
- 1981年 - 英国で「江戸大美術展」（ジャパン・イン・ロンドンの中心企画）開催。52万人が来場
- 1982年 - テレビ日本語講座・初級Ⅰスキット「ヤンさんと日本の人々」完成。海外での放送開始
- 1984年 - 海外で初の日本語能力試験を実施。14カ国19都市、4,473名が受験
- 1986年
  - 『基礎日本語学習辞典（英語版）』刊行。以後、順次各国語で発行
  - 「前衛芸術の日本1910－1970」展（フランス）開催。15万人が来場
- 1989年 - 国内での日本語教師長期研修開始。19カ国38名が参加
- 1990年 - ASEAN青年文化奨学金プログラムを開始
- 1991年 - 安倍フェローシッププログラムを開始
- 1992年 -『Japanese Book News』を創刊
- 1994年 - 三大伝統演劇欧州公演で能、歌舞伎、文楽による「俊寛」を上演
- 1995年 -「アジアのモダニズム―その多様な展開：インドネシア、フィリピン、タイ」展を開催
- 1996年
  - ヴェネチア・ビエンナーレ（第6回建築展）で磯崎新がコミッショナーを務めた日本館が金獅子賞を受賞
  - アジア・リーダーシップ・フェロープログラムを開始
- 1997年
  - 「日本文学作品翻訳出版特別事業」を開始
  - アジア6カ国共同制作演劇「リア」を上演
  - 外交官、公務員、司書の訪日日本語研修を開始
- 1998年 - 司馬遼太郎『The Last Shogun: The Life of Tokugawa Yoshinobu（最後の将軍）』を刊行
- 2001年 -「横浜トリエンナーレ2001」（第１回）を開催
- 2002年 - 日中韓次世代フォーラムを開始
- 2005年
  - 国際シンポジウム「春樹をめぐる冒険―世界は村上文学をどう読むか」を開催
  - アフガニスタンの陶工を招へい、研修を実施
- 2006年
  - アジア5カ国から若手デザイナーを招へい。JFオリジナルグッズASIA5シリーズを制作
  - 中国高校生の招へい事業を開始
  - アチェの子どもたちと創る演劇ワークショップ（インドネシア）を実施
  - ハリケーン・カトリーナ災害復興協力のための日米対話プロジェクトを開始
- 2007年 - 韓国におけるポラナビ著作／翻訳賞開始
- 2009年
  - ウェブサイト「アニメ・マンガの日本語」を公開
  - 「JF日本語教育スタンダード2010」を発表
- 2010年 - 日本語学習者数が360万人を上回る